# ستيسي كيتش
ستيسي كيتش (بالإنجليزية: Stacy Keach)‏ (المولود في 2 يونيو 1941) هو ممثل وراوي أمريكي. اشتهر بأدواره الدرامية، لكنه روى أيضا بعض الأعمال التعليمية على الإذاعة العامة وقناة ديسكفري بالإضافة إلى بعض الأدوار الموسيقية والكوميدية الأخرى.

## وصلات خارجية
- ستيسي كيتش - الموقع الرسمي
- ستيسي كيتش على موقع IMDb (الإنجليزية)
- ستيسي كيتش على موقع مونزينجر (الألمانية)
- ستيسي كيتش على موقع ألو سيني (الفرنسية)
- ستيسي كيتش على موقع ميوزك برينز (الإنجليزية)
- ستيسي كيتش على موقع أول موفي (الإنجليزية)
- ستيسي كيتش على موقع قاعدة بيانات برودواي على الإنترنت (الإنجليزية)
- ستيسي كيتش على موقع قاعدة بيانات برودواي على الإنترنت (الإنجليزية)
- ستيسي كيتش على موقع قاعدة بيانات برودواي على الإنترنت (الإنجليزية)
- ستيسي كيتش على موقع قاعدة بيانات برودواي على الإنترنت (الإنجليزية)
- ستيسي كيتش على موقع قاعدة بيانات برودواي على الإنترنت (الإنجليزية)
- ستيسي كيتش على موقع قاعدة بيانات برودواي على الإنترنت (الإنجليزية)
- مقابلة مع ستيسي كيتش على TVDads.com
- Cleft Palate Foundation